# Eddie Kennison
Eddie Joseph Kennison III (Lake Charles, 23 luglio 1974) è un ex giocatore di football americano statunitense che ha militato nel ruolo di wide receiver nella National Football League (NFL).

## Carriera
Dopo avere giocato al college a football a LSU, Kennison fu scelto come 18º assoluto nel Draft NFL 1996 dai St. Louis Rams. Finì secondo dietro a Terry Glenn in ricezioni tra tutti i rookie, guidandoli invece con 9 touchdown su ricezione. Le successive due stagioni invece meno produttive a causa degli infortuni. Passò la stagione 1999 coi New Orleans Saints, quella del 2000 con i Chicago Bears e la prima parte di quella del 2001 coi Denver Broncos, da cui fu svincolato il 18 novembre. Firmò così Kansas City Chiefs con cui disputò le migliori annate della carriera, mantenendo una media di 961 yard e 5 touchdown tra il 2002 e il 2006. Infortunatosi nella prima gara della stagione 2007 a un legamento del ginocchio, perse tutto il resto della stagione, alla fine della quale fu svincolato. Disputò l'ultima nel 2008 facendo ritorno ai Rams.

## Palmarès
- PFWA All-Rookie Team - 1996

## Statistiche
| Ricezioni     | 548   |
| Yard ricevute | 8 345 |
| Touchdown     | 42    |